# Hermanus

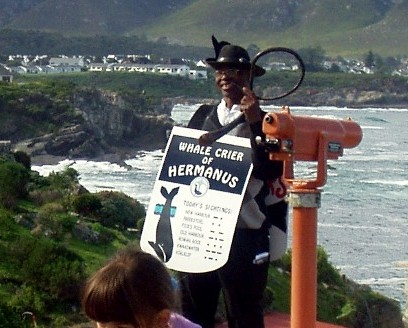
Il whale crier di Hermanus

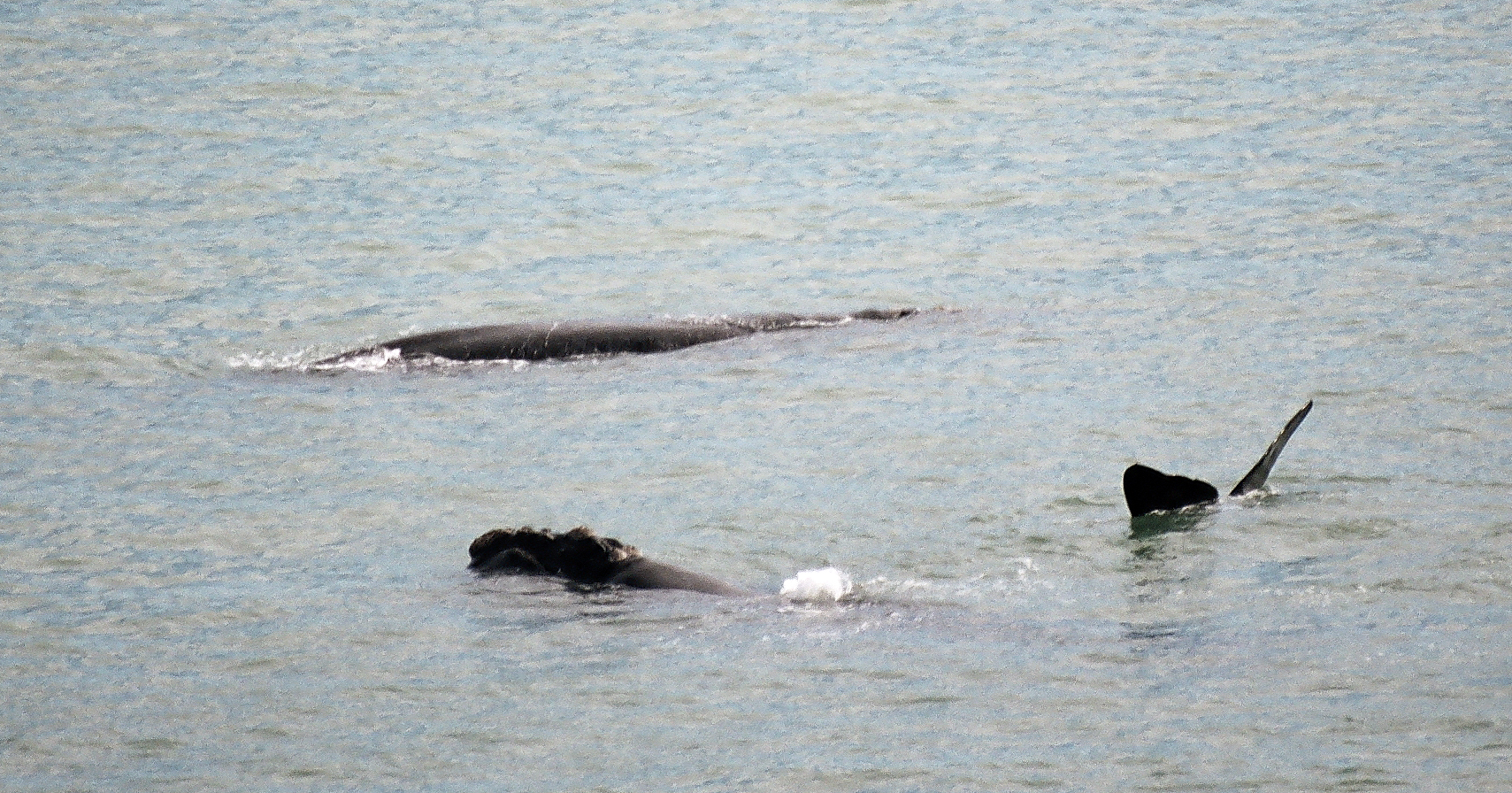
Due esemplari di Eubalaena australis, fotografati dalla costa nei pressi di Hermanus

Hermanus, originariamente Hermanuspietersfontein ma successivamente abbreviato per praticità, è una città del Sudafrica, nella Provincia del Capo Occidentale. Si affaccia sulla baia di Walker, rinomata per la possibilità di osservare le balene australi e altri cetacei durante l'inverno e la primavera australi. Questa caratteristica ha fatto di Hermanus una delle tappe obbligate degli itinerari turistici che costeggiano la costa meridionale del Paese lungo la Garden Route.

## Geografia fisica
Hermanus si trova circa 115 km a sudest di Città del Capo, e può essere raggiunta dal capoluogo via una superstrada (R43), una strada panoramica costiera (R44), o un'autostrada . La R43 continua fino a capo Agulhas, l'estremità sud dell'Africa. Nei pressi di Hermanus si trova Gansbaai, un luogo celebre perché offre la possibilità di nuotare fra i grandi squali bianchi. L'hinterland dietro la città è selvaggio e montagnoso. La vicina riserva Fernwood Nature Reserve è una meta prediletta dagli appassionati di parapendio di tutto il mondo.

## Osservazione dei cetacei
Hermanus è rinomata per le opportunità di praticare l'osservazione dei cetacei durante l'inverno australe. Dal 1992 la città ha un whale crier ufficiale (uno "strillone" che avvisa dell'avvicinarsi di balene alla costa); questo ruolo viene coperto sempre da una singola persona (il crier è stato Pieter Classen dal 1992 al 1998, quindi si sono succeduti Wilson Salukazana, Godleck Baleni, Pasika Noboba dal 2008, Eric Davalala, Ricardo e Bravo Thembinkosi Sobazile, che è lo "strillone delle balene" in servizio nel 2019). 
Nel 2005, Zakes Mda ha pubblicato il romanzo The Whale Caller, in cui il protagonista è proprio il whale crier di Hermanus.
Alla fine di settembre si tiene a Hermanus un festival annuale dedicato alle balene. In questo periodo i cetacei si spingono nella baia per accoppiarsi. Un altro festival si tiene in agosto, per salutare l'arrivo delle prime balene.
L'Old Harbour Museum è un museo dedicato alla storia del rapporto fra le balene e la cittadina.